# Orlan (combinaison spatiale)
Pour les articles homonymes, voir Orlan (homonymie).

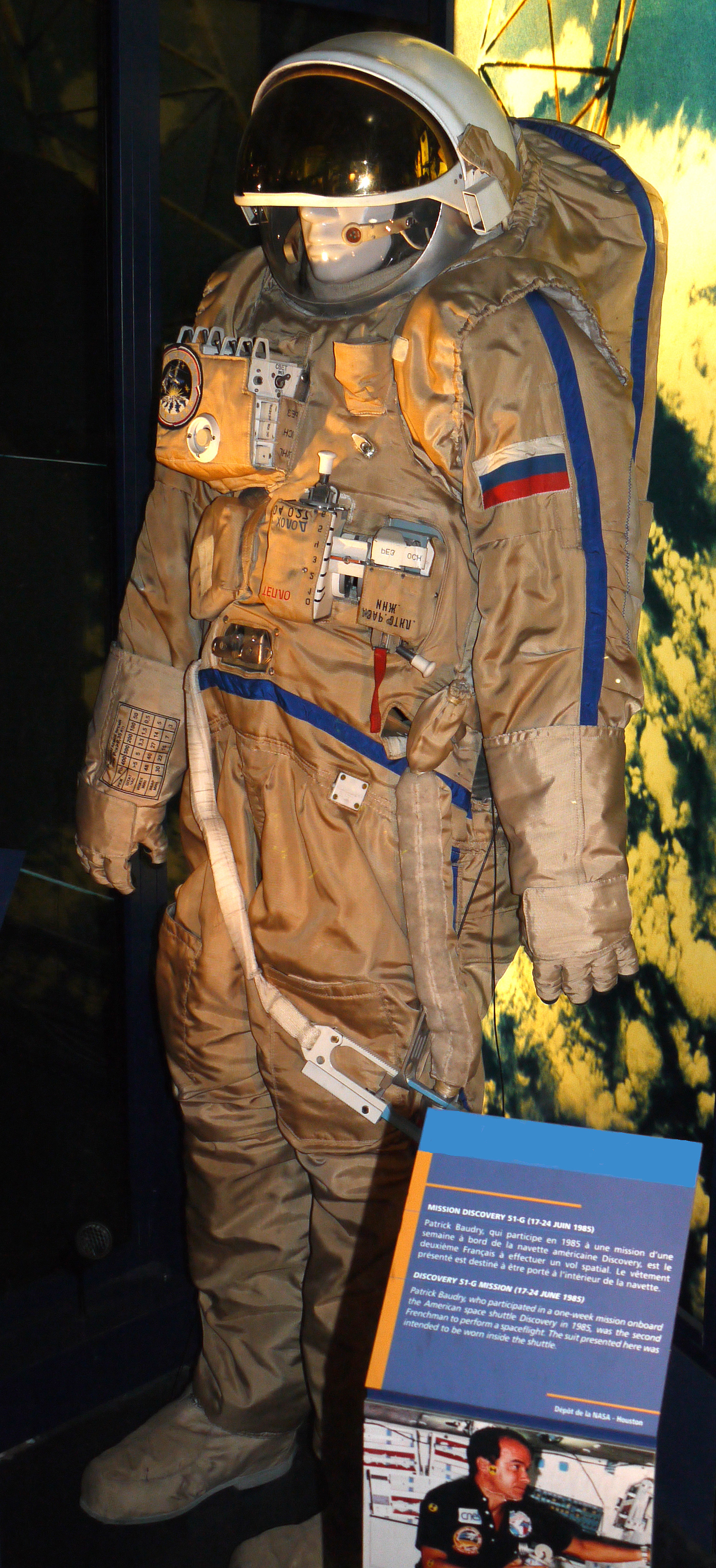
Combinaison spatiale russe Orlan de sortie extravéhiculaire.

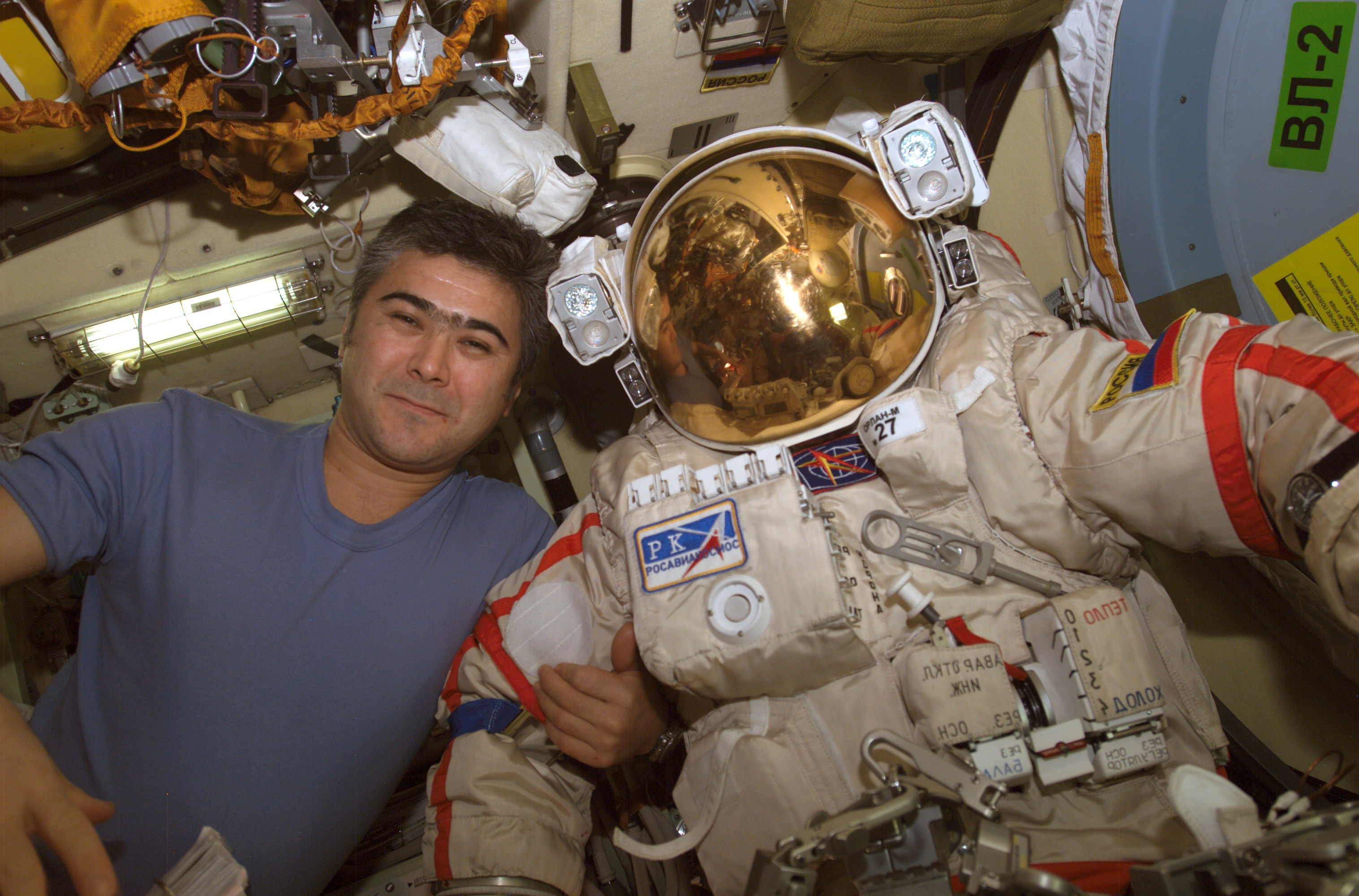
Le cosmonaute Salizhan Sharipov pose avec une combinaison Orlan dans la Station spatiale internationale (ISS).

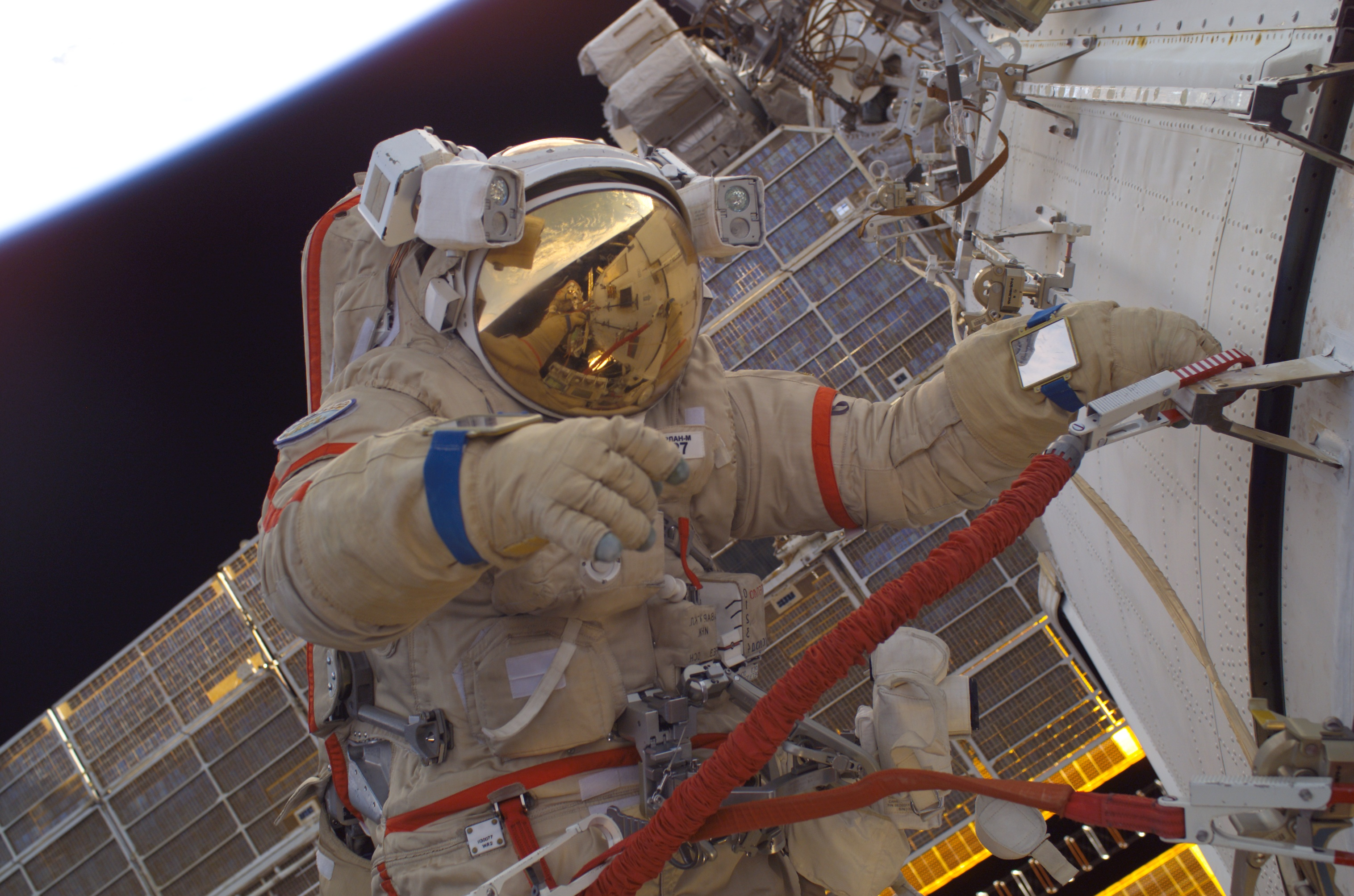
L'astronaute John L. Phillips équipé d'une combinaison spatiale Orlan au cours d'une sortie extravéhiculaire.

La combinaison spatiale Orlan  (russe : Орлан, qui signifie pygargue) est une famille de combinaisons spatiales semi-rigides conçues et fabriquées par la société russe NPP Zvezda. Elles ont été utilisées pour les sorties extravéhiculaires  du programme spatial soviétique, de son successeur le programme spatial russe et par les programmes spatiaux chinois, européen et américain,,.

## Conception
Il y a eu plusieurs versions de la combinaison spatiale Orlan. Les versions conçues pour l'espace sont les versions Orlan-D, Orlan-DM, Orlan-DMA; les versions Orlan-GN, Orlan-T et Orlan-V sont destinées à l'entraînement et peuvent être utilisées sous l'eau,. La dernière version, l'Orlan-MK, a été testée durant une marche dans l'espace en juin 2009. À l'origine la combinaison spatiale Orlan avait une autonomie de deux heures et demie et avait été conçue pour les sorties sur le sol lunaire dans le cadre du programme lunaire habité soviétique. Elle fut abandonnée en faveur d'un modèle ayant une plus grande autonomie. L'Orlan-D bénéficiait d'une autonomie de 3 heures; l'Orlan-M a une autonomie de 9 heures.  
La combinaison spatiale Orlan est semi-rigide, c'est-à-dire qu'elle comporte des bras souples mais un casque et un torse rigides. On l'enfile par une ouverture située à l'arrière du torse sous le paquetage porté par le cosmonaute. Cette conception permet de l'enfiler relativement rapidement (environ 5 minutes). La première version de la combinaison était reliée au vaisseau spatial par un cordon ombilical qui fournissait l'énergie et la liaison radio. L'Orlan-DM et toutes les versions ultérieures sont, sur ce plan, complètement autonomes.

## Versions

### Combinaison lunaire orbitale
- Nom: Combinaison spatiale orbitale lunaire Orlan
- Fabricant: NPV Zvezda
- Missions: Le développement a eu lieu de 1967 à 1971, aucun modèle de vol n'a été produit.
- Fonction: Activité extra-véhiculaire (EVA)
- Pression de fonctionnement: 400 hPa
- Poids du costume: 59 kg
- Support de vie primaire: 5 heures

### Modèle D
- Nom: Orlan-D
- Fabricant: NPV Zvezda
- Missions: Développé de 1969 à 1977. Utilisé sur Saliout-6 et Saliout-7 à partir de 1977-1984.
- Fonction: Activité extra-véhiculaire (EVA)
- Pression de fonctionnement: 400 hPa
- Poids du costume: 73,5 kg
- Support de vie primaire: 5 heures

La première sortie extravéhiculaire effectuée avec une combinaison spatiale Orlan a eu lieu le 20 décembre 1977 et a été réalisée par un membre de l'équipage de la station spatiale Saliout 6 au cours de la mission Soyouz 26 : la version utilisée par Iouri Romanenko et Georgi Grechko était l'Orlan-D. 

### Modèle DM
- Nom: Orlan-DM
- Fabricant: NPP Zvezda Company
- Missions: Utilisé sur Saliout-7 et Mir. Utilisé de 1985 à 1988.
- Fonction: Activité extra-véhiculaire (EVA)
- Pression de fonctionnement: 400 hPa
- Poids du costume: 88 kg
- Support de vie primaire: 6 heures

L'Orlan-DM fut utilisé pour la première fois le 2 aout 1985 par les cosmonautes Vladimir Dzhanibekov et Viktor Savinykh qui faisaient partie de l'équipage de Saliout 7.

### Modèle DMA
- Nom: Orlan-DMA
- Fabricant: NPV Zvezda
- Missions: Utilisé sur Mir. Utilisé de 1988 à 1997.
- Fonction: Activité extra-véhiculaire (EVA)
- Pression de fonctionnement: 400 hPa
- Poids du costume: 105 kg
- Support de vie primaire: 7 heures

### Modèle M
- Nom: Orlan-M
- Fabricant: NPV Zvezda
- Missions: Utilisé sur Mir et l'ISS. Utilisé de 1997 à 2009
- Fonction: Activité extra-véhiculaire (EVA)
- Pression de fonctionnement: 400 hPa
- Poids du costume: 112 kg
- Support de vie primaire: 7 heures

### Modèle-MK
- Nom: Orlan-MK
- Fabricant: NPV Zvezda
- Missions: Utilisé sur l'ISS. Utilisé de 2009 à 2017.
- Fonction: Activité extra-véhiculaire (EVA)
- Pression de fonctionnement: 400 hPa
- Poids du costume: 120 kg
- Support de vie primaire: 7 heures

La version Orlan-MK comporte un ordinateur et a été testée pour la première fois en juin 2009 durant une sortie extravéhiculaire de 5 heures dont l'objectif était d'installer un équipement sur la Station spatiale internationale. L'ordinateur placé dans le paquetage arrière surveille les différents paramètres de la combinaison et alerte le cosmonaute en cas de dysfonctionnement. Si la situation le requiert, il fournit des instructions qui sont affichées sur un écran LCD situé sur la partie droite de la poitrine du cosmonaute

### Modèle MKS
- Nom: Orlan-MKS
- Fabricant: NPV Zvezda
- Missions: Utilisé sur l'ISS. Utilisé à partir de 2017-présent.
- Fonction: Activité extra-véhiculaire (EVA)
- Pression de fonctionnement: 400 hPa

## Divers
Des combinaisons Orlan ont été utilisées par des astronautes russes, américains, européens et chinois. En Chine, la combinaison porte l'appellation Haiying (海鹰) traduction littérale de son nom russe.
Le 3 février 2006, une combinaison spatiale Orlan hors d'usage équipée d'un émetteur radio et baptisée SuitSat-1 est lancée en orbite depuis la Station spatiale internationale pour une expérience scientifique,,.

## Versions utilisées pour l'entraînement
Les combinaisons spatiales sont utilisées au Centre d'entraînement des cosmonautes Youri-Gagarine de la Cité des étoiles dans la banlieue de Moscou : l'Orlan-GN permet de s'entrainer sous l'eau, l'Orlan-T est utilisée pour s'entrainer à l'utilisation du sas et l'Orlan-V pour l'entrainement durant les vols en microgravité.

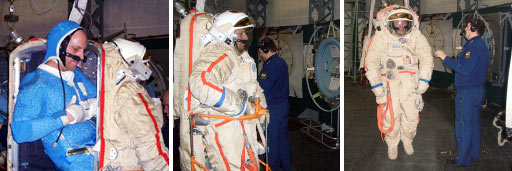
Clayton Anderson enfile une combinaison spatiale Orlan-M en passant par l'ouverture arrière.